# Neoregelia burle-marxii
Espèce
Classification phylogénétique
 (août 2020).
Si vous disposez d'ouvrages ou d'articles de référence ou si vous connaissez des sites web de qualité traitant du thème abordé ici, merci de compléter l'article en donnant les références utiles à sa vérifiabilité et en les liant à la section « Notes et références ».
Neoregelia burle-marxii est une espèce de plantes de la famille des Bromeliaceae, endémique de la forêt atlantique (mata atlântica en portugais) au Brésil.

## Étymologie
L'épithète burle-marxii honore l'architecte-paysagiste brésilien Roberto Burle Marx (1909-1994).